# Gravity Force
Gravity Force is een videospel dat in 1989 werd uitgebracht door Kingsoft voor de platforms Amiga, Atari ST, DOS. Het spel is Engelstalig en werd opgevolgd door Gravity Force 2. Het doel is een ruimteschip door ondergrondse grotten te loodsen en hierbij vijandelijk vuur te mijden. Het ruimteschip wordt onderworpen aan zwaartekracht. Zodra het schip de grotwand of de grond raakt, ontploft het. De singleplayerversie van het spel bestaat uit 49 levels. De spelstand kan worden bewaard via een wachtwoordsysteem. De tien hoogste scores worden opgeslagen.
Naast de singleplayermodus kent het spel ook de modi Race, Two Pilot Race en Dogfight. Bij Race is het de bedoeling een zo snel mogelijke tijd neer te zetten. De Two Pilot wordt gespeeld met twee spelers in een split screen en wordt gewonnen door degene die het snelste is. Bij Dogfight kan gekozen worden uit twee levels, waarbij men moet vechten tegen de andere speler.

## Ontvangst
| Beoordeeld door                | Jaar | Score |
| ------------------------------ | ---- | ----- |
| ASM (Aktueller Software Markt) | 1989 | 75    |
| Power Play                     | 1989 | 72    |